# The Meters
The Meters is een Amerikaanse funkmuziekgroep uit New Orleans die vooral bekend was in de jaren 1960. De band werd opgericht door Art Neville.

## Biografie
In 1967 wilde Art Neville een eigen groep oprichten. Hij vroeg aan George Porter Jr., Joseph (Zigaboo) Modeliste en Leo Nocentelli om mee te spelen en zo ontstond de groep The Meters. Nadat ze hadden samengewerkt met Allen Toussaint en Lee Dorsey mochten ze zelf een plaat maken. Ze maakten vele hitsingles, zoals "Sophisticated Cissy," "Cissy Strut," "Ease Back," en "Look-Ka Py Py". Deze singles kwamen in de top tien R&B hitlijst van de Verenigde Staten.
Van 1971 tot 1978 maakten The Meters vijf albums bij het Warner/Reprise label. In 1975 werd Cyril Neville gevraagd om mee te gaan spelen. Cyril was een broer van Art en speelde percussie en zong. Hij maakte drie albums met de groep. Ook een oom van Art werd later gevraagd om mee te doen. Big Chief Jolly speelde al bij een andere groep, "The Mardi Gras Indians". Hij speelde mee op het album "The Wild Tchoupitoulas", een album dat goed ontvangen werd door het publiek.
The Meters speelden vaak als band in de studio mee op de albums van bijvoorbeeld Dr. John, Robert Palmer (op Sneakin' Sally Through the Alley), King Biscuit Boy, Lee Dorsey, Allen Toussaint en ook op een single van Paul McCartney and Wings, die al eerder gespeeld was door "The Mardi Gras Indians". Toen de Rolling Stones de groep zag spelen tijdens een feest voor Paul en Linda McCartney, vroegen de Stones of ze wilden spelen in hun voorprogramma. Deze toer duurde van 1975 tot 1976.
In 1979 viel de groep uit elkaar vanwege geldproblemen. Iedereen ging zijn eigen weg. Art Neville en Cyril Neville kwamen bij The Neville Brothers, Zigaboo Modeliste speelde mee met Keith Richards en Ron Wood tijdens "The New Barbarians Tour". George Porter Jr. richtte een eigen band op en werkte samen met David Byrne van de Talking Heads en Tori Amos.
De muziek van the Meters werd toentertijd veel gesampled door andere muzikanten zoals Heavy D, LL Cool J en Queen Latifah, The Red Hot Chili Peppers en The Grateful Dead.
Na 25 jaar kwamen Art Neville, Joseph "Zigaboo" Modeliste, George Porter Jr. en Leo Nocentelli weer bij elkaar als The Funkymeters en toeren ze in deze bezetting weer samen.

## Discografie

### Albums
- 1969: The Meters, (Sundazed Music Inc.)
- 1970: Struttin', (Sundazed Music Inc.)
- 1970: Look-Ka Py Py, (Sundazed Music Inc.)
- 1972: Cabbage Alley, (Sundazed Music Inc.)
- 1974: Rejuvenation, (Sundazed Music Inc.)
- 1975: Fiyo On The Bayou, (Sundazed Music Inc.)
- 1975: The Best of the Meters, (Mardi Gras)
- 1976: Trick Bag, (Sundazed Music Inc)
- 1977: New Directions, (Sundazed Music Inc)
- 1986: Here Come The Metermen, (Charly Records)
- 1990: Good Old Funky Music, (Rounder Select)
- 1992: The Meters Jam, (Rounder Select)
- 1992: The Original Funkmasters, (Instant)
- 1992: Look-Ka Py Py, (Rounder Select)
- 1992: Uptown Rulers: The Meters Live On The Queen, (Rhino)
- 1994: Fundamentally Funky, (Charly Records)
- 1995: The Meters Anthology - Funkify Your Life, (Rhino)
- 1997: The Very Best of the Meters, (Rhino)
- 1999: Cresent City Groove Merchants, (Charly Records)
- 1999: Legendary Meters Vol. 1, (Pid)
- 1999: Legendary Meters Vol. 2, (Pid)
- 2001: Kickback, (Sundazed Music Inc.)
- 2001: The Meters Anthology: The Josie Years, (Repertoire)
- 2001: Let's Party With the Meters, (Get Back)
- 2002: The Essentials: the Meters, (Warner)
- 2003: Too Funky Meters Fiyo at the Fillmore, Vol. 1, (Charly)
- 2003: Zony Mash, (Sundazed Music Inc.)